# Canela (conductora de televisión)
Gigliola Zecchin (Vicenza, 15 de diciembre de 1942), más conocida como Canela, es una periodista cultural, escritora y editora ítalo-argentina.

## Biografía
En 1951, a los 9 años, emigró junto a su familia desde Italia hacia Argentina. Se instaló en Mar del Plata, su primer lugar de residencia en el país.
Tiempo después, ya en los años 1960, se trasladó a Córdoba en donde cursó sus estudios secundarios (en la Escuela Superior de Lenguas) y universitarios ―estudió Letras Modernas en la Universidad Nacional de Córdoba, que finalmente no pudo concluir. Se trasladó a Buenos Aires, donde vive actualmente.
Se formó como «locutora nacional» en el ISER (Instituto Superior de Enseñanza Radiofónica).
En esos años comenzó a hacer sus primeras experiencias en televisión, con un primer programa destinado a los más chicos, Hola Canela, por Canal 10 de la provincia, en el que ya adoptó su reconocido seudónimo.
En esa misma década, luego de trabajar unos años en el Canal 12 de la misma ciudad, se trasladó a Buenos Aires, donde contrajo matrimonio (es madre de cuatro hijos y abuela de seis nietos). En el año 1967, ya radicada en Buenos Aires, hizo su aparición porteña con la realización  y  la  conducción  del programa diario "La  hora  de  los  pibes", en  Canal  13, más tarde pasó a formar parte de un exitoso programa diario, emitido por Canal 13, Buenas tardes, mucho gusto, e ingresó en el mundo de la radiofonía con La veleta de los cuentos, por Radio Municipal.
En 1975, el Gobierno nacional le otorgó la ciudadanía argentina.
Participó en numerosos programas radiales y televisivos, entre los que se destacan, La gallina verde, Para crecer, Café con Canela y La luna de Canela, entre otros.
A partir de los años 1970, le seguirían en televisión, La luna de Canela (1970-1972), Toda la gente (1975), En casa de Canela (1975-1976) ―ambos en Canal 13― y Con Canela (1976), ciclo de reportajes a personalidades destacadas, emitido por Canal 7. Mientras tanto, en radio, participó como columnista en el programa La gallina verde (1969-1973), por Radio Belgrano y Radio Continental y condujo Gente de hoy (1975-1979).
Su actividad también se acercó al ámbito editorial. Su pasión por las letras la llevaría a escribir sus primeros cuentos para niños que, tiempo después, pasarían a formar parte de ilustrados volúmenes. En ese sentido, en la década siguiente, la editorial Sudamericana publicó su obra Marisa que borra, por la que obtuvo el premio White Ravens, otorgado por la International Youth Library, con sede en Múnich (Alemania).
En 1985, trabajó en el filme Las barras bravas dirigida por Enrique Carreras.
En 1987 puso en marcha el Departamento de Literatura Infantil y Juvenil de Editorial Sudamericana, desde donde se publicaron numerosas colecciones, entre las que se destacan la colección Pan Flauta (en ella, publicó sus libros Boca de sapo y Barco pirata), la serie Lola (de la que es autora de todos los volúmenes), la colección La Pluma del Gato, la colección Los Caminadores y la colección Cuentamérica Naturaleza, entre otras. Ocupó su cargo de directora de dicha área hasta 2002.
Su producción autoral también incluyó trabajos para las editoriales Planeta, La Brujita de Papel, Comunicarte y Ediciones de La Flor. Además, publicó poesías y relatos para adultos: entre las primeras, Paese, Arte póvera e In movimiento, y, su primera novela de reciente aparición, En brazos del enemigo (Edhasa, 2013)]
Desde 1995 trabaja ininterrumpidamente en Todo Noticias. Entre 1996 y 2000, presentó el ciclo El periodismo que viene (programa periodístico realizado por estudiantes de Comunicación Social) en el canal TN. Desde 2001 produce y conduce en la misma señal el noticiero cultural Colectivo imaginario.
En 1999, junto a uno de sus hijos, creó su propia productora, Medio Mundo TV, desde donde produjo y desarrolló sus últimos programas y generó contenidos documentales, como Flores, 200 años (2006), obra que recorre la historia del barrio porteño desde su fundación hasta la actualidad.
A lo largo de su trayectoria, ha participado en numerosos congresos y encuentros nacionales e internacionales vinculados al mundo de la literatura, como el Plan Nacional de Lectura ―desarrollado por el Ministerio de Educación de la Nación―, la Feria del Libro de Buenos Aires, el Congreso Internacional de Literatura Infantil y Juvenil, el Festival Internacional de Poesía, el encuentro Mayo de las Letras en la provincia de Tucumán, la Feria del Libro de Santiago (Chile), la de Frankfurt (Alemania), IBBY Internacional (Sevilla, España), Congreso Internacional Premio José Martí (San José de Costa Rica), Feria Internacional del Libro Infantil y Juvenil (Bologna, Italia), etc.
En los últimos años, desde su productora Medio Mundo TV, estuvo en el aire con Generaciones (Radio Nacional), El periodismo que viene y el vigente noticiero cultural Colectivo Imaginario (TN - Todo Noticias), con el cual ya ha cumplido diez años de permanencia difundiendo el más variado desarrollo de las actividades educativas y artísticas a nivel nacional.
En el ámbito editorial, creó el Departamento de Literatura para Niños y Jóvenes en Editorial Sudamericana, desde donde editó más de 250 títulos. Además, es autora de 29 volúmenes destinados a los más pequeños y 5 para adultos. Obtuvo una innumerable cantidad de reconocimientos durante su amplia trayectoria, entre los que se destacan el Konex, Martín Fierro, ATVC, Fund TV, Santa Clara de Asís y Cruz de Plata Esquiú.
El Estado italiano la condecoró con la Orden de Caballero y la Medalla de Oro al esfuerzo y al trabajo.
En 2007, el Gobierno de la Ciudad de Buenos Aires la reconoció como Personalidad Destacada de la Cultura y, en 2010, le otorgó una de las Medallas del Bicentenario por su amplia trayectoria dedicada a la promoción y difusión de la cultura.
Es madre de cuatro hijos e hijas del mismo matrimonio con Héctor Duhalde con quien procreó sucesivamente a Constanza; Aldana; Oliverio y Juan Manuel, entre ellos la periodista y animadora Aldana Duhalde, y el músico Oliverio Duhalde.
En 2017, la Fundación El Libro reconoció la labor de Canela en la promoción de la literatura infantojuvenil a través de varias décadas haciéndola acreedora del premio Pregonero de Honor que se entregó en el marco de la vigésima séptima Feria del Libro Infantil y Juvenil, realizada en el CCK.
En 2023, Canela gana el Gran Premio ALIJA 2022 para su libro 'La Hoguera'.